# 伊龙河畔维尔
伊龙河畔维尔（法語：Ville-sur-Yron，法語發音：[vil syʁ iʁɔ̃]）是法国默尔特-摩泽尔省的一个市镇，属于布里埃区。

## 地理
伊龙河畔维尔（49°7'7"N, 5°51'58"E）面积11.3 平方千米，位于法国大東部大區默尔特-摩泽尔省，该省份为法国东北部内陆省份，是洛林的一部分，北邻比利时、卢森堡，北起顺时针与摩泽尔省、下莱茵省、孚日省和默兹省接壤。
与伊龙河畔维尔接壤的市镇（或旧市镇、城区）包括：斯蓬维尔、布兰维尔、布吕维尔、阿农维尔-叙泽蒙、雅尼、马斯拉图尔。

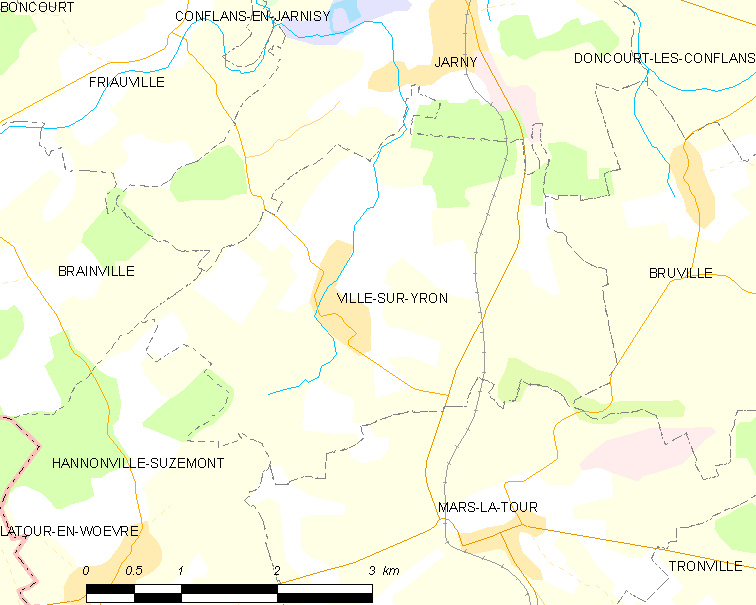
伊龙河畔维尔的OSM定位图

伊龙河畔维尔的时区为UTC+01:00、UTC+02:00（夏令时）。

## 行政
伊龙河畔维尔的邮政编码为54800，INSEE市镇编码为54581。

## 政治
伊龙河畔维尔所属的省级选区为雅尼县。

## 人口

1962-2008年间伊龙河畔维尔人口变化图示

伊龙河畔维尔于2022年1月1日时的人口数量为296人。